# 蒲谷和茂
蒲谷 和茂（かばや かずしげ、1966年12月25日 - ）は、神奈川県横浜市出身の元プロ野球選手（投手）。

## 来歴・人物
関東学院六浦高では、速球を駆使し神奈川県大会ベスト4に入り注目を浴びた。
1984年のプロ野球ドラフト会議で横浜大洋ホエールズから3位指名を受けたが、社会人野球の東芝に入社が決まっていたので入団を拒否。このドラフトでは、司会を務めていた伊東一雄から「うなぎの蒲焼きの蒲」と字を説明された。
入社1年目には都市対抗野球決勝戦で登板機会があり、その後、ソウルオリンピック野球日本代表候補になるが、1988年に単独の交通事故を起こし、右上腕開放骨折の上、3本の肋骨も骨折してそれが肺に刺るなど、3日間意識不明、2か月半の入院という瀕死の重傷を負う。
利き腕の骨折により再起不能と言われ、東芝も退社したがプロ野球に対する夢をあきらめられず母校で練習を重ねる。
西武ライオンズの入団テストを受けて1990年オフに一旦は入団し、1991年の選手名鑑にも契約金3500万円、年俸500万円の新入団選手として掲載された。しかし、支配下登録はされず、同年オフの練習生制度廃止に伴って支配下登録する必要が出てきたため、秋のプロ野球ドラフト会議で9位で指名されて正式に入団した。
148キロの速球とカーブ、フォークボールが武器。
しかし、全盛期の速球が戻ることなく、一軍出場のないまま1992年に現役を引退した。
引退後、地元のゴルフショップ勤務を経て介護福祉士となる。

## 詳細情報

### 年度別投手成績
- 一軍公式戦出場なし

### 背番号
- 71 （1991年 - 1992年）